# كيسة عظمية
كيسة عظمية أو الحفض (حيز لمفي متوسع)هي نوع من أنواع الكيسات التي تظهر في الفك أو في اماكن أخرى في الجسم.
أنواعها:
-كيسة عظمية مفردة الغرفة (كيسة عظمية بسيطه).
-كيسة عظمية امدمية الشكل.
-كيسة عظمية رضحية.

## تاريخ
الكيسة العظمية أمدمية الشكل هي ورم حميد يؤثر على لهيكل العظمي. أكثر من نصف الاكياس العظمية تحدث في الكردس والعظام الطويلة (خاصةً في عظمة الفخذين وعظمة الساق الأكبر) وتحدث أيضاً بنسبة 12 30 بالمئة في فقرات العامود الفقري.
عرفت في عام 1893 بواسطة فان ارسدل، هو من سمى هذا المرض بتحجر الأورام الدموية في العضد. في عام 1940 قام يوينغ باستخدام كلمة “أم الدم” لوصف تلك الاورام. أول من صاغ مصطلح “أم الدم” في عام 1942 هم جافيه ويشتنشتاين ومن ثم في عام 1950 قاما بتعديل المصطلح إلى أم الدم الكيس العظمي التي يربطها مع اورام العظام.
الاكياس العظميه البسيطة هي اكياس حميدة وشائعة تحتوي على سائل.
توجد بالعادة في منطقة الكردوس في العظام الطويلة القريبة عادة من عظمة العضد أو الكسور المرضية تعتبر شائعة خاصة مع الإصابات الطفيفة.
هذه الاكياس عادة تختفي بعد اكتمال نمو العظم ولا علاقة لها بالأورام. أسبابها غير معروفة ولوحظت لأول مره عام 1910 ثم ناقشها جافي وليختنشتاين بالتفصيل عام 1942 .

## الاكياس العظمية الرضحية
تندرج أيضاً تحت مسمى الاكياس البسيطة أو الاكياس النزفية وهي اكياس كاذبة تصيب عادة الفئة الشابة في عظمة الفك وهي حميدة في الاصل لا علاقة لها بورم وقد تكون فارغة أو تحتوي سائل في جسم عظمة الفك. لا أثر لخلايا تبطن الكيس أو التجويف. وقد يوجد هذا النوع من الاكياس في العظام الطويلة والفك. لا يوجد إلى الآن سبب معروف وواضح لتكونها لكن يعتقد بأنها تتكون بعد إصابة في منطقة الفم وقد لوحظ إصابة الذكور بهذا النوع من الاكياس أكثر من الإناث. ويظهر هذا النوع من الاكياس في التصوير الإشعاعي كمنطقة شفافة وحيدة العين بحدود واضحة وعير منتظمة. أول من استعمل هذا المصطلح كان لوكاس عام 1929.

## كيسة عظمية مفردة الغرفة
بعض الاكياس العظمية المفردة الغرفة تزول من ذاتها دون تدخل الطبيب. وتلك الاكياس التي تحتاج إلى علاج فيتم تحديد العلاج بناءا على حجم الكيس وقوة العظام والتاريخ الطبي لدى الشخص المصاب ومدى انتشار المرض ومستوى نشاط الكيس وماهي الاعراض التي قد تظهر للشخص المصاب وقدرة تحمله الادوية المخصصة له.
الطرق المستخدمة لعلاج هذا النوع من الاكياس هو الكشط والتطعيم العظمي و (شفط) أو بحقن الستيرويد وحقن نخاع العظام..

## الكيسة العظمية الامدمية الشكل
لعلاج الكيسة العظمية الامدمية طرق متنوعة وكثيرة فلهذه الطرق وبالإضافة إلى فتح القشط والتطعيم العظمي مع أو دون العلاج المساعد والعلاج بالتبريد والطب النفسي وحقن اثيبلوكن و (اتوقع بالفصل الإشعاعي) وايضا بتحديد الانسداد الشرياني. وأشهر أنواع العلاج والإجراءات التي تمنع ظهور هذا النوع من الاكياس هي
إستأصل الورم واسْتِبْناءه مع التطعيم اللولبي.

## الكيسة العظمية الرضحية
يتكون علاج الكيسة العظمية الرضحية من فحص جراحي، وكشط النقرة العظمية والجدار العظمي وبعدها يتم سحب الدم.